# Polystichum × saltum
Polystichum × saltum là một loài dương xỉ trong họ Dryopteridaceae. Loài này được J.P.Roux mô tả khoa học đầu tiên năm 1997.
Danh pháp khoa học của loài này chưa được làm sáng tỏ. 